# 加拉戈阿 (博亞卡省)

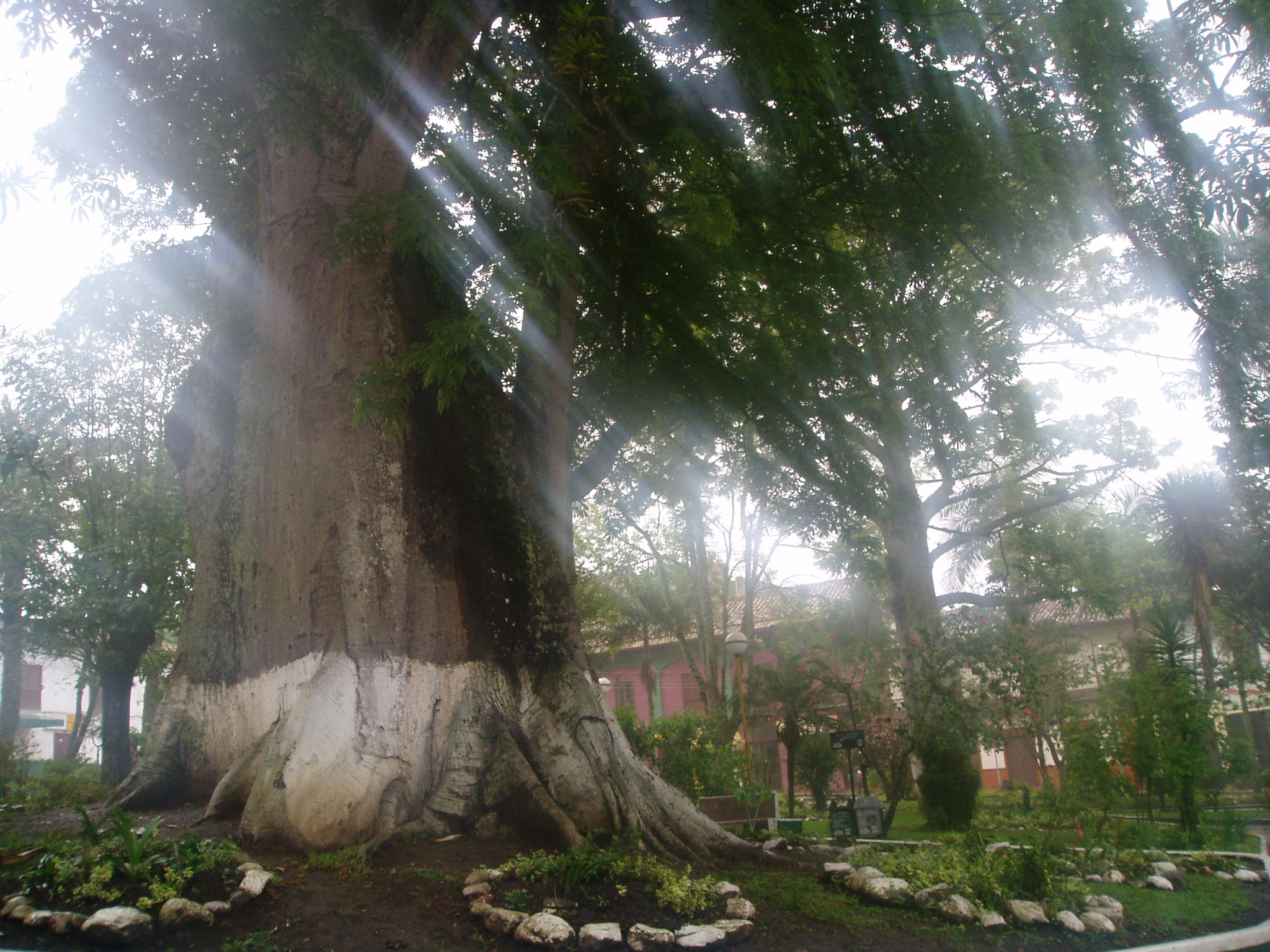

加拉戈阿是哥倫比亞的城鎮，位於該國東北部，由博亞卡省負責管轄，距離首府通哈136公里，始建於1539年，面積191平方公里，海拔高度1,705米，2005年人口16,520。

## 外部連結
- Diocese of Garagoa（页面存档备份，存于）
- Garagoa official website（页面存档备份，存于）

5°05′N 73°22′W / 5.083°N 73.367°W